# یک داستان چینی
یک داستان چینی (اسپانیایی: Un cuento chino‎) که با نام غذای چینی بیرون‌بر (انگلیسی: Chinese Take-Away) هم شناخته می‌شود، فیلمی کمدی-درام به کارگردانی سباستیان بورنستین است که در سال ۲۰۱۱ منتشر شد و پرفروش‌ترین فیلم غیر آمریکایی آرژانتین در همان سال شد. از بازیگران این فیلم می‌توان به ریکاردو دارین، ایگناسیو هوانگ و موریل سانتا آنا اشاره کرد. این فیلم نامزد دریافت ۶ جایزه از انجمن منتقدان فیلم آرژانتین و همچنین برنندهٔ ۳ جایزه فرهنگستان علوم و هنرهای سینمایی آرژانتین شد.